# Phalacrocorax magellanicus
Il cormorano di Magellano (Phalacrocorax magellanicus J. F. Gmelin, 1789) è un uccello appartenente alla famiglia dei Falacrocoracidi diffuso lungo le coste meridionali del Sudamerica.

## Descrizione
Lungo circa 66 cm, presenta una livrea nuziale caratterizzata da testa, collo e dorso neri con riflessi verdi iridati, macchie bianche sulla testa, pelle nuda rosso vivo attorno all'occhio, ciuffo sul retro del cranio, ventre bianco e zampe rosse.

## Distribuzione e habitat
Vive sulle falesie rocciose sulle rive del mare, dal Cile meridionale a Capo Nord e nelle isole Falkland.